# 8,8 cm SK C/35
88-мм морська гармата SK C/35 (англ. 8.8 cm SK C/35) — німецька морська гармата часів Другої світової війни.

## Зміст
88-мм морська гармата SK C/35 була основним артилерійським озброєнням, палубною гарматою, що стояла перед бойовою рубкою, німецьких підводних човнів типу VII. Незначна частина підводних човнів цього типу озброювалася 88-мм зенітними гарматами SK C/30. SK C/35 розроблялася для прототипу човна VIIA з розрахунку забезпечення 220 боєприпасами різного типу.
З початком бойових дій на морі, німецькі субмарини часто використовували гармати SK C/35 з метою примушення здатися екіпажі торговельних суден, не витрачаючи коштовні торпеди, або в разі ураження (серйозного пошкодження) ворожих суден у наслідок торпедної атаки. Втім, з наростанням протистояння в ході сутичок на морі, виявлялося, що обслуга SK C/35 беззахисна від ураження навіть стрілецькою зброєю противника і не настільки ефективна у боротьбі з авіацією ворога. Тому з 1942 року більшість підводних човнів переозброїлася на зенітні гармати калібру 20-мм або 37-мм.